# Isaac Isinde
Isaac Isinde (ur. 16 kwietnia 1991 w Kampali) – ugandyjski piłkarz występujący na pozycji obrońcy.
Isaac Isinde do 2011 roku grał w klubach z Ugandy. Wówczas przeszedł do Saint-George SA, z którym cztery razy (w latach 2012, 2014, 2015 i 2016) wywalczył mistrzostwo Etiopii. Isinde odszedł z klubu z końcem 2016 roku, gdy wygasł jego kontrakt.
W reprezentacji Ugandy gra od 2010 roku. Został powołany na Puchar Narodów Afryki 2017.